# Metachirus aritanai
Metachirus aritanai — вид опосумів родини Didelphidae. Це ендемік Бразилії, що зустрічається у східній частині басейну Амазонки. Ареал лежить між Амазонкою на півночі, Ріо-Сінгу на заході та Ріо-Токантін на сході. Південна межа ареалу невідома. Вид опосумів був описаний як окремий лише у 2023 році. Раніше популяція, яка тепер віднесена до нового виду, враховувалась як Metachirus nudicaudatus. Metachirus aritanai був названий на честь Арітани Явалапіті, касіка Явалапіті з верхнього регіону Сінгу, який помер у 2020 році.

## Морфологічні особливості
Metachirus aritanai є відносно великим видом опосума і досягає довжини голови та тіла від 24 до 27,5 сантиметрів і середньої ваги 380 грамів. Шерсть світло-коричнева з крапчастими золотисто-жовтими волосками на спині. Над кожним оком є біла пляма кремового кольору. Щоки теж кремового кольору. Решта хутра на голові, як і на спині, світло-коричневого кольору з золотисто-жовтими плямами. Вушка коричневі. Темної смуги по середині спини немає. Натомість вузька чорнувата лінія проходить уздовж середини маківки до потилиці. Черево кремового кольору. Порівняно з двома іншими видами роду відстань між очима відносно велика, а череп вищий і ширший. Хвіст довший за довжину голови-тулуба. Хвіст покритий неправильно розташованими лусочками, а основа хвоста вкрита волосками довжиною від 5 до 10 мм. Передні і задні лапи зверху вкриті шерстю кремового кольору. Самиці Metachirus aritanai не мають сумки, натомість мають дев’ять відкритих сосків на черевці, одну посередині та по чотири праворуч і ліворуч.